# Zanzibar (televisieserie)

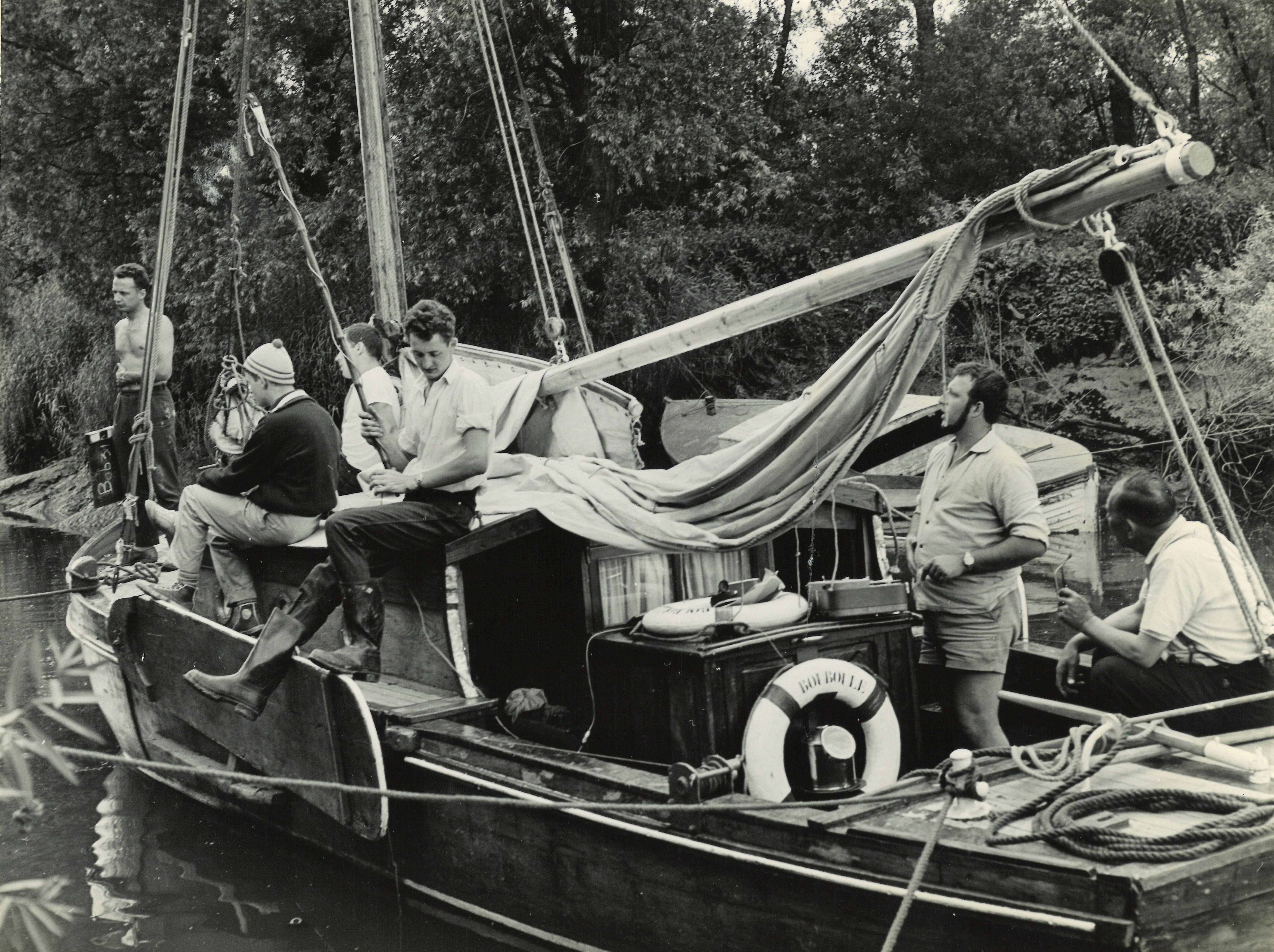
Opnames van de serie Zanzibar

Zanzibar was een Vlaamse jeugdserie uitgezonden op de BRT in 1962.
Het verhaal vertelde de belevenissen van enkele oudere tieners en een zeilboot. Enkele jongeren vinden een houten scheepswrak op het strand
en besluiten het bootje te herstellen en op te knappen met het idee de zeeën te bevaren en er avonturen mee te beleven.
Acteurs waren onder meer Gella Allaert, Frank Aendenboom, Raymond Bossaerts en Wies Andersen. Louis De Groof werkte aan het scenario.